# I Had Too Much to Dream (Last Night)
"I Had Too Much to Dream (Last Night)" is een liedje van The Electric Prunes. Het werd geschreven door Annette Tucker en Nancie Mantz, die in de beginjaren van de Prunes bijna al hun liedjes schreven. Reprise Records gaf het in november 1966 uit als tweede Prunes-single, met het door Tulin en Lowe geschreven "Luvin'". De muziek werd opgenomen in de thuisstudio van Leon Russell en de muzikale productie werd verzorgd door David Hassinger. De single was een groot succes. De band bereikte er de elfde plaats in de Billboard Hot 100 en de 49ste plaats in de Britse hitlijst mee. Het liedje werd door Jac Holzman op zijn eerste Nuggets-compilatie (1972) gezet. "I Had Too Much to Dream..." verscheen tevens op hun debuutalbum, getiteld The Electric Prunes. In 1968 werd het liedje opnieuw als single uitgebracht, met toen "Get Me to the World on Time" op de B-kant.

## Musici
- Mark Tulin - basgitaar
- Mike Weakley - drums
- Ken Williams - gitaar
- Dick Hargraves - orgel
- James Lowe - zang, gitaar